# Euler Book Prize
O Euler Book Prize é um prêmio nomeado em memória do matemático e físico suíço Leonhard Euler (1707-1783), concedido anualmente no Joint Mathematics Meetings pela Mathematical Association of America (MAA) para um livro de destaque em matemática provável de melhorar o entendimento do público sobre a matemática.
O prêmio foi fundado em 2005 com recursos fornecidos pelo matemático Paul Halmos (1916–2006) e sua mulher Virginia. Foi concedido pela primeira vez em 2007; esta data foi escolhida para homenagear o 300º aniversário do nascimento de Euler, como parte da celebração pela MAA do "Ano de Euler".

## Recipientes
- 2007: John Derbyshire, Prime Obsession: Bernhard Riemann and the Greatest Unsolved Problem in Mathematics (Joseph Henry Press, 2003).[1][2] The main subject of this popular-audience book is the Riemann hypothesis, concerning the location of the zeros of the Riemann zeta function, and its application to the distribution of prime numbers.[3] Due to a miscommunication, Derbyshire missed the award ceremony.[4]
- 2008: Benjamin Yandell, The Honors Class: Hilbert's Problems and Their Solvers (AK Peters, 2002).[1] This book intertwines the stories of the solutions to Hilbert's problems with the biographies of its solvers. The award was given posthumously to Yandell, who died in 2004.
- 2009: Siobhan Roberts, King of Infinite Space: Donald Coxeter, the Man Who Saved Geometry (Walker and Company, 2006).[1] This biography of Harold Scott MacDonald Coxeter also describes the history of geometry and Coxeter's contributions to the field.[5]
- 2010: David S. Richeson, Euler’s Gem: The Polyhedron Formula and the Birth of Topology (Princeton University Press, 2008).[1] Richeson relates the history of Euler's formula V − E + F = 2 connecting the numbers of vertices, edges, and faces of a convex polyhedron. The story leads from Euler's first observation in 1750 to modern topology and the mathematics of William Thurston and Grigori Perelman.[6]
- 2011: Timothy Gowers, The Princeton Companion to Mathematics (Princeton University Press, 2008). This book provides an overview of modern research mathematics; Gowers edited the contributions of 133 distinguished mathematicians as well as writing many of the entries in it himself.[7]
- 2012: Daina Taimina, Crocheting Adventures with Hyperbolic Planes, A. K. Peters 2009
- 2013: Persi Diaconis, Ronald Graham, Magical Mathematics . The mathematical ideas that animate great magic tricks, Princeton University Press 2011
- 2014: Steven Strogatz, The Joy of x: A Guided Tour of Math, from One to Infinity, Houghton Mifflin Harcourt, 2012
- 2015: Edward Frenkel, Love and Math: The Heart of Hidden Reality, Basic Books, 2013
- 2016: Jordan Ellenberg, How Not to Be Wrong: The Power of Mathematical Thinking, Penguin Press, 2014
- 2017: Ian Stewart, In Pursuit of the Unknown: 17 Equations That Changed the World, Basic Books, New York, 2012 [8] [9]
- 2018: Matt Parker, Things to Make and Do in the Fourth Dimension, Farrar, Straus and Giroux (2014)
- 2019: Cathy O'Neil, Weapons of Math Destruction, Crown, 2016 [10]